# The Song Remains the Same (álbum)
The Song Remains the Same es el primer álbum en vivo de Led Zeppelin, editado en 1977 por Swan Song Records.
Este álbum doble sirvió como banda de sonido de la película del mismo nombre, estrenada en 1976.
La grabación del álbum y la filmación de las escenas en vivo de la película tuvieron lugar a lo largo de tres noches en el Madison Square Garden de Nueva York (27, 28 y 29 de julio) durante el tour de 1973 de la banda. 

## Detalles
La película incluye la canción "Black Dog" pero a cambio no incluye "Celebration Day". En el caso de la banda sonora se incluye "Celebration Day" pero no "Black Dog". 
Además la película incluye "Since I've Been Loving You", la introducción de "Heartbreaker", y una pieza de zanfona llamada "Autumn Lake" a cargo de Jimmy Page, la cual fue grabada cerca de su casona en Escocia (Boleskine House), a la vera del Loch Ness. 
Otras piezas grabadas y que fueron descartadas tanto de la película como de la banda sonora fueron "The Ocean" y "Misty Mountain Hop".
La portada del álbum es obra de Hipgnosis.

## Lista de temas LP original
Lado A
1. "Rock and Roll" (Bonham/Jones/Page/Plant) - 4:03
2. "Celebration Day" (Jones/Page/Plant) - 3:43
3. "The Song Remains the Same" (Page/Plant) - 6:00
4. "The Rain Song" (Page/Plant) - 8:24

Lado B
1. "Dazed and Confused" (Page) - 26:53

Lado C
1. "No Quarter" (Page/Plant/Jones) - 12:30
2. "Stairway to Heaven" (Page/Plant) - 10:50

Lado D
1. "Moby Dick" (Bonham/Jones/Page/Plant) - 12:47
2. "Whole Lotta Love" (Bonham/Jones/Page/Plant) - 14:24

## Redición 2007

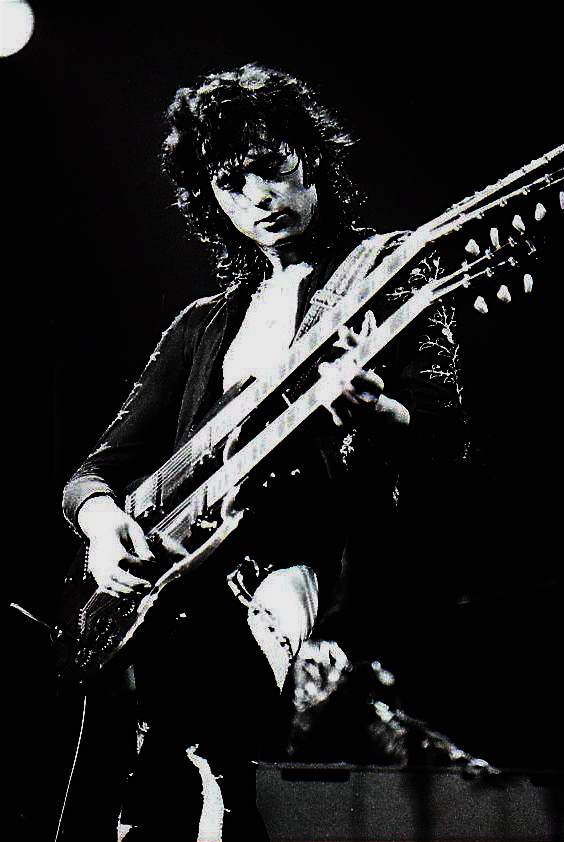
Jimmy Page tocando en vivo en el Madison Square Garden en 1973

En 2007, tanto la banda sonora como la película fueron remasterizadas y editadas en versiones expandidas, y se incluyó en ambas todos los temas que fueron omitidos con anterioridad, en idéntico orden en el DVD y el CD.
Tanto la película como la banda sonora fueron lanzadas a la venta el 19 de noviembre de 2007. Además, también salieron a la venta las versiones de la película en Blu-Ray y HD DVD, las cuales fueron lanzadas al mercado el 3 de diciembre de 2007. 
Disco 1
1. "Rock and Roll" (Bonham/Jones/Page/Plant) - 3:56
2. "Celebration Day" (Jones/Page/Plant) - 3:38
3. "Black Dog" * (Page/Plant/Jones) - 3:46
4. "Over the Hills and Far Away" * - 6:11
5. "Misty Mountain Hop" (Page/Plant/Jones) - 4:43
6. "Since I've Been Loving You"* (Page/Plant/Jones)- 8:23
7. "No Quarter" (Page/Plant/Jones) - 10:38
8. "The Song Remains the Same" (Page/Plant) - 5:39
9. "The Rain Song" (Page/Plant) - 8:20
10. "The Ocean" * (Page/Plant/Jones/Bonham) - 5:13

Disco 2
1. "Dazed and Confused" (Page) - 29:18
2. "Stairway to Heaven" (Page/Plant) - 10:52
3. "Moby Dick" (Bonham/Jones/Page/Plant) - 11:02
4. "Heartbreaker"* (Bonham/Jones/Page/Plant)6:19
5. "Whole Lotta Love" (Bonham/Jones/Page/Plant) - 13:51

## Personal
- Robert Plant - voz
- Jimmy Page - guitarra, thereminvox
- John Paul Jones - bajo, teclados, mellotron
- John Bonham - batería, coros